# Scaptomyza evexa
Scaptomyza evexa är en tvåvingeart som beskrevs av Hardy 1965. Scaptomyza evexa ingår i släktet Scaptomyza och familjen daggflugor. Inga underarter finns listade i Catalogue of Life.